# مینی مترو
«مینی مترو» (انگلیسی: Mini Metro) یک بازی ویدئویی در سبک راهبردی و شبیه‌سازی است که در سال ۲۰۱۵ برای پلت‌فرم‌های مایکروسافت ویندوز، مک‌اواس، لینوکس، اندروید و آی‌اواس منتشر شده‌است.